# Malaltia de Pompe
La malaltia de Pompe o glicogenosi de tipus II és originada per un problema genètic que es manifesta en l'escassa o nul·la producció de l'enzim denominat alfa-glucosidasa o maltasa àcida. Com a conseqüència d'aquesta deficiència, la transformació del glucogen no s'efectua adequadament i, per tant, s'acumula en els músculs, impedint un funcionament adequat d'aquests. L'imediment del funcionament muscular és perquè l'enzim alfa-glucosidasa es troba dins els lisosomes i a l'entrar els residus de glicogen al lisosoma i no poder ser degradats s'acumulen en forma d'inclusions que no permeten la correcta mobilitat dels filaments d'actina i miosina.
La gravetat depèn de l'edat en la qual es manifesta i també de la intensitat amb la qual ho fa. En tot cas, a menor edat, la incidència muscular és major i les perspectives són pitjors. El tipus II-a identifica als nens que mostren clarament en els seus primers mesos de vida els símptomes de la malaltia. Aquests nens, normalment, no tenen una esperança de vida superior als dos anys. La II-b és la que es refereix a la forma cridada juvenil; els símptomes es poden manifestar durant la infància. Finalment, s'utilitza el terme II-c per als casos de Pompe que afecten els adults. També existeix un tipus intermedi: és el que es manifesta en nens que no poden ser adscrits als nounats ni tampoc se'ls pot qualificar de joves. És una forma que alguns denominen híbrida.

## Investigació
En l'actualitat hi ha dues línies de recerca destinades a una mateixa fi: generar un tractament útil per a aquesta malaltia. La primera tracta d'identificar el gen defectuós amb la intenció de substituir-ho per un gen correcte. Aquesta hipòtesi no està de moment proporcionant resultats que permetin pensar en una solució propera en el temps. Millors resultats estan donant les recerques sobre una possible teràpia basada en el reemplaçament enzimàtic. Es tracta, doncs, de proporcionar al malalt l'enzim de la qual manca i intentar estabilitzar la seva presència en el múscul, la qual cosa suposaria, en principi, la reparació de les funcions musculars. L'alfa-glucosidasa s'estan produint biotecnològicament.
Femelles de conill als quals se'ls introdueix un gen humà produeixen en la seva llet alfa-glucosidasa que és extreta posteriorment amb la intenció de ser subministrada a les persones afectades. La Universitat de Rotterdam i l'Hospital Infantil Sofia de la mateixa ciutat treballen, conjuntament amb la companyia Pharming, en aquesta esperançadora recerca. Perquè el medicament sigui aprofitat ha de superar satisfactòriament una sèrie de fases. La primera fase, ja finalitzada, es va dur a terme amb voluntaris sans i es va demostrar la seva bona tolerància. La fase II s'ha iniciat amb malalts de Pompe i finalitzarà pròximament.